# Jesús Aguilar Paz
Jesús Aguilar Paz (n. 15 de octubre de 1895, Gualala, Santa Bárbara, falleció el 26 de junio de 1974, Tegucigalpa, Honduras) fue un doctor en química y farmacia, cartógrafo y profesor hondureño.

## Biografía
Jesús Aguilar Paz, nació en la comunidad de Gualala, en el occidental departamento de Santa Bárbara, Honduras un 15 de octubre de 1895. Desde niño mostró su vocación por la enseñanza por lo que sus padres lo trasladaron a Tegucigalpa y en la Escuela Normal fundada por don Pedro Nufio alcanzó el título de maestro en instrucción primaria en 1914.
- 1915 Secretario de la Escuela Normal de Occidente en la ciudad de La Esperanza, Intibucá, donde posteriormente es nombrado subdirector de dicho centro educativo.
- 1950 Obtiene el título de doctor en química y farmacia en la Universidad Nacional de Honduras.
- 1950-1953 decano de la Facultad de Ciencias Químicas y Farmacia de la Universidad Nacional de Honduras.

Jesús Aguilar Paz, aparte de su profesión química y farmacéutica y catedrático; tenía sus inclinaciones hacia la geografía, razón por la cual recorrió el país por su propia cuenta, entre los años 1915-1933; de sus trabajos levantó croquis de los municipios conocidos de Honduras, estos fueron base para el primer Mapa General de la República de Honduras, siendo Aguilar Paz su autor, este mapa se puede apreciar el original en las instalaciones del Museo para la Identidad Nacional de Tegucigalpa.De los croquis se pueden conocer las toponimias y geonimias de origen indígena, de acuerdo a los lugares donde se ubicaron éstas y su distribución territorial como costumbres; es por ello que Aguilar Paz se encuentra entre los folcloristas destacados de Honduras.
- Fue miembro y jefe de redacción de la Revista de la Sociedad de Geografía e Historia de Honduras.[1]

## Trabajos publicados
- 1931 Tradiciones y leyendas de Honduras (libro).
- 1933 Mapa General de la República de Honduras.
- 1947 Interpretación química y Ley Periódica Universal.
- 1972 Tradiciones y leyendas de Honduras, (2.ª edición)
- 1981 Refranero hondureño.[2]

## Menciones honoríficas
- 1969 recibió la Orden Ramón Rosa.
- 1971 recibió el Premio Nacional de Ciencias.
- Homenajeado por su país natal Honduras, fundándose en su honor el Instituto Doctor Jesús Aguilar Paz, en la ciudad de Comayagüela, M.D.C.